# U-1407
U-1407 — немецкая подводная лодка типа XVIIB, оснащённая двигателем Вальтера. В 1945—1949 годах входила в состав КВМФ Великобритании под именем HMS Meteorite.

## История строительства
Заложена 16 мая 1944 года, фирмой Блом унд Фосс, Гамбург под стапельным номером 257. Вошла в строй 13 марта 1945 года под командованием обер-лейтенанта Хорста Хейца (Horst Heitz).

## История службы
Вошла в состав 5-й учебной флотилии. Боевых походов не совершала. Капитулировала 5 мая 1945 года в Куксхафене, в соответствии с приказом Союзников экипаж покинул лодку. 6 мая U-1407 вместе с U-1406 были отбуксированы в одну из гаваней Куксхафена к остальным капитулировавшим подводным лодкам.
В ночь с 6 на 7 мая U-1407 была затоплена обер-лейтенантом Герхардом Грумпельтом, одним из членов экипажа эскортных кораблей, охранявших лодки. Грумпельт также потопил U-1406 и позже предстал перед судом как совершивший военное преступление и был осуждён на 7 лет заключения.
Впоследствии поднята, передана Великобритании, служила в британском флоте под именем HMS Meteorite в 1946—1949 годах.